# Język malajski miasta Manado
Język malajski miasta Manado, także malajski minahaski (indonez. bahasa Melayu Manado)  – język pochodzenia austronezyjskiego używany jako lingua franca w prowincjach Celebes Północny i Gorontalo w Indonezji. Według części źródeł jest to język kreolski oparty na malajskim, ale bywa też rozpatrywany jako odmiana (bądź dialekt) języka malajskiego/indonezyjskiego. Według danych szacunkowych z XXI w. łącznie posługuje się nim ponad 2 mln ludzi.
Przez samych użytkowników, a czasami również w publikacjach poświęconych regionowi, bywa określany jako „język manado” (bahasa Manado). Inne lokalne nazwy to bahasa pasar („język bazarowy”) i bahasa sehari-hari („język codzienny”). W literaturze anglojęzycznej używane są terminy Manado Malay i Minahasa Malay (Minahasan Malay).
Jest najbliżej spokrewniony z malajskim Moluków Północnych (malajskim wyspy Ternate). Jest to jedna z dwóch głównych odmian malajskiego na wyspie Celebes, obok malajskiego makasarskiego.
Do lat 80. XX w. pozostawał stosunkowo słabo poznany. Poświęcono mu opracowania gramatyczne (m.in. Morfologi dan sintaksis bahasa Melayu Manado, 1981 ; The Manadonese grammar, 1993; Focus in Manado Malay, 2005 ; Parlons manadonais, 2008) i leksykograficzne (Kamus Manado-Indonesia, 1985 ; Kamus Melayu Manado-Indonesia..., 2004; Kamus bahasa dan budaya Manado, 2007). W piśmie stosuje się alfabet łaciński. Na ten język przełożono fragmenty Biblii. Jest zasadniczo językiem mówionym, pozbawionym ustandaryzowanej ortografii.

## Historia i użycie
Język ten nie był tradycyjnie związany z ludem Minahasa i nie rozwinął się na wyspie Celebes (Sulawesi). Jego cechy sugerują, że wywodzi się z malajskiego wyspy Ternate, który jest używany na północnych Molukach. Odmiana ta rozprzestrzeniła się w XVII wieku ze względu na rolę Sułtanatu Ternate w handlu korzennym. Świadectwem takiej jego proweniencji jest obecność stosunkowo dużej liczby pożyczek z języków ternate i portugalskiego, a jednocześnie zaskakujący brak znaczących wpływów języka hiszpańskiego i języków minahaskich. Historycznie ludność Minahasa utrzymywała kontakty z Hiszpanami, a w dużo mniejszym zakresie z Portugalią. Pod kontrolą portugalską znajdowało się natomiast państwo Ternate. Zasadniczą rolę w ekspansji malajskiego przypisuje się tzw. borgo, pracownikom VOC (od niderl. burger – „obywatel”). Jego znaczenie umocniło się za sprawą kolonialnej holenderskiej polityki językowej, która stawiała na użycie tego języka w administracji i szkolnictwie. Był intensywnie wykorzystywany w szerzeniu chrześcijaństwa, częściej niż języki etniczne.
Dziś stanowi lingua franca o rosnącym znaczeniu. O ile wcześniej jego rodowici użytkownicy zamieszkiwali głównie miasto Manado, to od XX w. zaczął służyć jako nadrzędny język całego regionu. Jest znany mieszkańcom północnego Sulawesi, grup wysp Sangir i Talaud oraz Gorontalo. Tradycyjne języki etniczne (minahaskie i sangirskie) wciąż pozostają w użyciu, lecz nie są już powszechnie znane. Malajski miasta Manado stał się podstawowym środkiem komunikacji dla osób w różnych grupach wiekowych, a dla wielu jest pierwszym bądź wręcz jedynym opanowanym językiem. Lokalny malajski zdecydowanie wypiera autochtoniczne języki regionu (osoby posługujące się nimi to przeważnie przedstawiciele starszego pokolenia). W końcowych dekadach XX w. prawie wszystkie dostępne dane wskazywały na stopniowy ich zanik, przy czym początków tego procesu można się doszukiwać kilka stuleci wcześniej. W użyciu jest także język indonezyjski, który dominuje w edukacji, środkach masowego przekazu i administracji. Powszechny jest code switching. Malajski miasta Manado wywarł duży wpływ na języki północnego Sulawesi, a na jego kształt rzutuje natomiast język narodowy.
Wraz z postępującym zanikiem języków lokalnych i kultury przedeuropejskiej zakorzenił się jako wyznacznik tożsamości etnicznej ludu Minahasa. Przemiany polityczne pod koniec XX w. ugruntowały jego pozycję w charakterze języka regionalnego. Dodatkowo w Gorontalo i niektórych częściach Celebesu Środkowego funkcjonuje jako drugi język.
W XVIII i XIX w. był używany jako język pisany (powstawały w nim kontrakty i korespondencja między Holendrami a lokalnymi władcami). Misjonarze protestanccy przygotowywali w tym języku materiały religijne i edukacyjne dla ludu Minahasa. Pod koniec XIX w. został zredukowany do roli języka ustnego. Na przełomie XX i XXI w. zaczął wkraczać do nowych domen użycia (audycje radiowe, kampanie polityczne); pojawia się również w gazetach i reklamach.

## Cechy i nazewnictwo
Do jego charakterystycznych cech należą: użycie formy kita jako zaimka 1. os. lp., szyk possessor-possessum w konstrukcjach dzierżawczych (określnik dzierżawczy przed elementem określanym, wykorzystanie łącznika pe), ograniczona morfologia (konstrukcje kauzatywne z wykorzystaniem czasowników (ka)se i beking), brak ścisłego rozróżnienia między częściami mowy i stronami czasownika (wyrazy mogą pełnić różne funkcje semantyczne i składniowe), formy przeczenia nyanda i bukang. Występuje szereg różnic fonologicznych względem języka indonezyjskiego (brak pewnych głosek w wygłosie, uproszczenie dyftongów, różne realizacje głoski szwa). Stosunkowo dobry dostęp do edukacji holenderskiej sprawił, że malajski miasta Manado został poddany wpływom słownictwa niderlandzkiego, przejmując również wyrazy obce językowi standardowemu.
Odnotowano pewne różnice regionalne i pokoleniowe, uzależnione od lokalnego podłoża językowego i nasilenia wpływów poszczególnych języków (indonezyjskiego, niderlandzkiego oraz języków lokalnych). Zróżnicowanie to dotyczy aspektów fonologii i użycia konstrukcji gramatycznych. W niepodległej Indonezji jego użytkownicy wchodzą w kontakt z językiem państwowym, który ma charakter ponadregionalny i jest wykorzystywany w wielu sferach życia (edukacja, administracja, media, domena religijna). Wskutek tego procesu, trwającego od 1945 r., zacierają się różnice między obydwoma językami, zwłaszcza u młodszych grup wiekowych.
Część źródeł, w tym Ethnologue (wyd. 19), określa go jako język kreolski na bazie malajskiego. W niektórych innych publikacjach jest omawiany jako odmiana lub dialekt tego języka . Bliższa klasyfikacja wschodnich odmian języka malajskiego (w kategorii języków kreolskich bądź dialektów) pozostaje nierozstrzygnięta.
Nie wszyscy użytkownicy kładą nacisk na jego odrębność od języka indonezyjskiego, z którym zresztą dzieli coraz więcej cech. Lokalnie jest określany różnymi nazwami: bahasa Manado („język manado”), Melayu (Malayu) Manado, bahasa pasar („język bazarowy”), bahasa sehari-hari („język codzienny”). Remy Sylado, autor słownika i encyklopedii z 2007 r., jest zwolennikiem terminu bahasa Manado, który pozwala podkreślić, że chodzi o język zasadniczo odrębny od malajskiego, o własnej historii rozwoju i zapożyczania. W publikacjach anglojęzycznych występują terminy Manado Malay i Minahasa Malay (Minahasan Malay).

## Związki z innymi językami
Należy do grupy języków (dialektów) malajskich, które rozwinęły się w różnych zakątkach wschodniej Indonezji. Jest ściśle spokrewniony z malajskim Moluków Północnych, dzieląc z nim wspólny rodowód. Łączą go z tą odmianą pewne cechy leksyki i gramatyki (jak np. sposób tworzenia konstrukcji dzierżawczych i zasób zaimków osobowych). Oba języki mają wspólny zasób podstawowego słownictwa; zachowują też obfity repertuar pożyczek europejskich, który odróżnia je od wielu innych odmian malajskiego. Z odległego języka ternate pochodzą charakterystyczne zaimki drugiej osoby: ngana – „ty”, ngoni – „wy”.
Do powiązanych historycznie odmian malajskiego – poza odmianą z północnych Moluków – należy też np. malajski amboński. Nie jest natomiast szczególnie bliski językowi indonezyjskiemu, ale odnotowano, że ten wywiera duży wpływ na lokalny malajski. Jego postulowany dalszy krewny to malajski Sri Lanki, który również miałby wywodzić się ze wschodniej Indonezji. 
Nie jest wzajemnie zrozumiały ze standardowym językiem indonezyjskim. Z perspektywy historycznej jest od niego odrębny; charakteryzuje się bowiem własnymi korzeniami i swoistym przebiegiem rozwoju, podobnie jak pozostałe języki malajskie ze wschodniej Indonezji. O ile język indonezyjski stanowi pochodną literackiej formy malajskiego, to malajski miasta Manado ma swoje źródło w bazarowej odmianie tego języka (Bazaar Malay), która rozwinęła się wiele stuleci temu pod wpływem kontaktów handlowych. Nie jest jasne, czy może być zasadnie opisywany jako forma języka państwowego. Niemniej zdarza się, że malajski miasta Manado jest ujmowany jako dialekt języka indonezyjskiego (w znaczeniu szerokim). Choć bywa podkładany pod to pojęcie przez część samych użytkowników, to inni czynią wyraźne rozróżnienie między bahasa Manado a językiem indonezyjskim. W praktyce granica między nimi może być trudna do wyznaczenia, ze względu na szeroką ekspansję obu języków i swobodne przenikanie się ich cech.

## Zaimki osobowe
Źródło: Brickell 2020 ↓, s. 178
| 1. os. lp. | kita / ta | 1. os. lmn. | torang / tong |
| 2. os. lp. | ngana     | 2. os. lmn. | ngoni         |
| 3. os. lp. | dia / dè  | 3. os. lmn. | dorang / dong |
Konstrukcje dzierżawcze tworzy się poprzez wykorzystanie łącznika pè, np. ngana pè ruma – „twój dom”.
W 2. os. lp. występują także formy angko (o charakterze dialektalnym) i yei (od niderlandzkiego jij).

## Przykłady zapożyczeń
Źródło: Brickell 2020 ↓, s. 168
| zapożyczenie | język źródłowy | słowo w języku źródłowym | znaczenie            |
| ------------ | -------------- | ------------------------ | -------------------- |
| ngana        | ternate        | ngana                    | ‘ty’                 |
| ngoni        | ternate        | ngon                     | ‘wy’                 |
| batobo       | ternate        | matobo                   | ‘pływać’             |
| pongo        | ternate        | pongo                    | ‘głuchy’             |
| dabu         | ternate        | dabu                     | ‘przyprawa, dodatek’ |
| baku-        | ternate        | maku-                    | prefiks recyprokalny |
| lènso        | portugalski    | lenço                    | ‘chusteczka’         |
| tuturuga     | portugalski    | tartaruga                | ‘żółw’               |
| fastiu       | portugalski    | fastio                   | ‘znudzony’           |
| milu         | portugalski    | milho                    | ‘kukurydza’          |
| frèsko       | portugalski    | fresco                   | ‘świeży’             |
| for          | niderlandzki   | voor                     | ‘tak aby; żeby’      |
| lèpèr        | niderlandzki   | lepel                    | ‘łyżka’              |
| wastafel     | niderlandzki   | wastafel                 | ‘umywalka’           |
| opstok       | niderlandzki   | opstoken                 | ‘podżegać’           |
| yei          | niderlandzki   | jij                      | ‘ty’                 |

Słownictwo z języków minahaskich ogranicza się zasadniczo do pewnej grupy rzeczowników, związanych często z kulturą tradycyjną (nazwy grup etnicznych, obszarów geograficznych, zwierząt i potraw).

## Przykłady zdań
| malajski miasta Manado          | indonezyjski                      | polski                             |
| ------------------------------- | --------------------------------- | ---------------------------------- |
| Kita nyanda kenal sapa dia.     | Saya tidak kenal siapa dia.       | Nie wiem, kim jest ta osoba.       |
| Kita kase inga pa ngana.        | Saya ingatkan kepadamu.           | Przypominam ci.                    |
| Tempo apa ngana mo bale?        | Kapan engkau kembali?             | Kiedy zamierzasz wrócić?           |
| Kita ada babaca buku.           | Saya sedang membaca buku.         | Właśnie czytam książkę.            |
| Mari maso.                      | Silakan masuk.                    | Proszę wejść.                      |
| Tu kamar so beking bersih tadi. | Kamar itu sudah dibersihkan tadi. | Ten pokój został już wyczyszczony. |